# Vesperus xatarti
Vesperus xatarti is een keversoort uit de familie Vesperidae. De wetenschappelijke naam van de soort werd in 1839 gepubliceerd door Etienne Mulsant.